# If I Could Turn Back the Hands of Time
If I Could Turn Back the Hands of Time ist eine Soul-Ballade des US-amerikanischen Sängers R. Kelly. Der Song wurde Ende des Jahres 1999 als Single aus seinem Studioalbum R. ausgekoppelt.

## Komposition
R. Kelly schrieb und produzierte das Lied selbst. Der Titel erzählt von einer verflossenen Liebe und davon, wie der Protagonist sich wünschte, das Rad der Zeit zurückdrehen zu können. Entertainment Weekly verglich den Song mit Unchained Melody, bekannt in der Version des Soul-Duos Righteous Brothers. Auch wenn es sich um eine Contemporary-R&B-Ballade handelt, spricht der Rolling Stone dem Titel Gospel-Elemente zu.

## Kommerzieller Erfolg

### Chartplatzierungen
If I Could Turn Back the Hands of Time ist neben I'm Your Angel, Gotham City und I Believe I Can Fly ein weiterer globaler Charterfolg für den Sänger aus seinem Album R. Während der Titel in den USA die Top Ten verfehlte, erreichte er in Flandern, Wallonien, der Schweiz und in den Niederlanden die Spitze der Hitparade. Außerdem erreichte der Song Rang zwei in Deutschland, Österreich, Frankreich und Großbritannien. In diversen anderen Ländern platzierte sich der Song ebenfalls in den Top Ten. Für seine hohen Verkaufszahlen erhielt der Song in Belgien drei Platin-Schallplatten. Auch in zahlreichen anderen Ländern erhielt der Titel für seine Verkäufe Platin- und Goldene Schallplatten.
| ChartsChartplatzierungen       | Höchstplatzierung | Wochen |
| ------------------------------ | ----------------- | ------ |
| Deutschland (GfK)              | 2 (19 Wo.)        | 19     |
| Österreich (Ö3)                | 2 (18 Wo.)        | 18     |
| Schweiz (IFPI)                 | 1 (34 Wo.)        | 34     |
| Vereinigte Staaten (Billboard) | 12 (17 Wo.)       | 17     |
| Vereinigtes Königreich (OCC)   | 2 (25 Wo.)        | 25     |

| ChartsJahrescharts (1999) | Platzierung |
| ------------------------- | ----------- |
| Deutschland (GfK)         | 40          |
| Schweiz (IFPI)            | 40          |

| ChartsJahrescharts (2000) | Platzierung |
| ------------------------- | ----------- |
| Deutschland (GfK)         | 29          |
| Österreich (Ö3)           | 19          |
| Schweiz (IFPI)            | 9           |

### Auszeichnungen für Musikverkäufe
| Land/Region                  | Auszeichnungen für Musikverkäufe (Land/Region, Auszeichnung, Verkäufe) | Verkäufe  |
| ---------------------------- | ---------------------------------------------------------------------- | --------- |
| Belgien (BRMA)               | 3× Platin                                                              | 150.000   |
| Deutschland (BVMI)           | Platin                                                                 | 500.000   |
| Frankreich (SNEP)            | Gold                                                                   | 250.000   |
| Niederlande (NVPI)           | Platin                                                                 | 75.000    |
| Österreich (IFPI)            | Gold                                                                   | 25.000    |
| Schweden (IFPI)              | Platin                                                                 | 30.000    |
| Schweiz (IFPI)               | Gold                                                                   | 25.000    |
| Vereinigte Staaten (RIAA)    | Gold                                                                   | 500.000   |
| Vereinigtes Königreich (BPI) | Platin                                                                 | 600.000   |
| Insgesamt                    | 4× Gold · 7× Platin ·                                                  | 2.155.000 |

Hauptartikel: R. Kelly/Auszeichnungen für Musikverkäufe